# Golom
Golom est une localité du Cameroun située dans la commune de Moutourwa, le département du Mayo-Kani et la Région de l'Extrême-Nord, au pied des monts Mandara, à proximité de la frontière avec le Tchad.

## Localisation
Golom est localisé à 10° 13′ 22″ de latitude nord et 14° 06′ 43,8″ de longitude est.

## Climat
Climat : tropical. Type selon Classification de Köppen : Aw. Température annuelle moyenne : 27,6 °C. Précipitations annuelles moyennes : 863 mm.